# 1642 en France
Chronologie de la France
- 1638
- 1639
- 1640
- 1641
- 1642
- 1643
- 1644
- 1645
- 1646

Cette page concerne l'année 1642 du calendrier grégorien.

## Événements
- 6 mars : bulle In eminenti. Le pape Urbain VIII condamne et met à l'Index l'Augustinus[1].
- 13 mars : intrigues de Gaston d’Orléans avec l’Espagne ; un traité est signé à Madrid, entre le duc d’Olivarès, au nom du roi d’Espagne, et Fontrailles, qui représente Monsieur (conspiration de Cinq-Mars)[2].

- 23 mai : testament de Richelieu fait à Narbonne[2]. Il a accumulé une fortune de 20 à 22 millions de livres[3], la plus grosse de France.

- 2 juin : mariage de Anne Geneviève de Bourbon-Condé, fille de Madame la Princesse, et sœur aînée du futur Grand Condé, qui épouse le vieux duc de Longueville[4]. Elle jouera un rôle important dans la Fronde.
- 12 - 13 juin : le complot pro-espagnol de Cinq-Mars contre Richelieu est démasqué[2].
- 22 juin : soulèvement antifiscal à Plaisance en Gascogne ; le commis à la recette générale de Montauban, le lieutenant du vice-sénéchal d'Armagnac et ses archers sont faits prisonniers et rançonnés, la recette disparaît[5].
- 24 juin : lettres patentes de Louis XIII, confirmées le 16 septembre 1643 par Louis XIV portant création de la Compagnie d’Orient. Elle est chargée de commercer avec les Indes et de coloniser Madagascar[6].

- 3 juillet : mort de Marie de Médicis[2].

- 22 août : les intendants reçoivent les attributions des officiers de finances (répartition de l’impôt et contrôle de son recouvrement)[7].

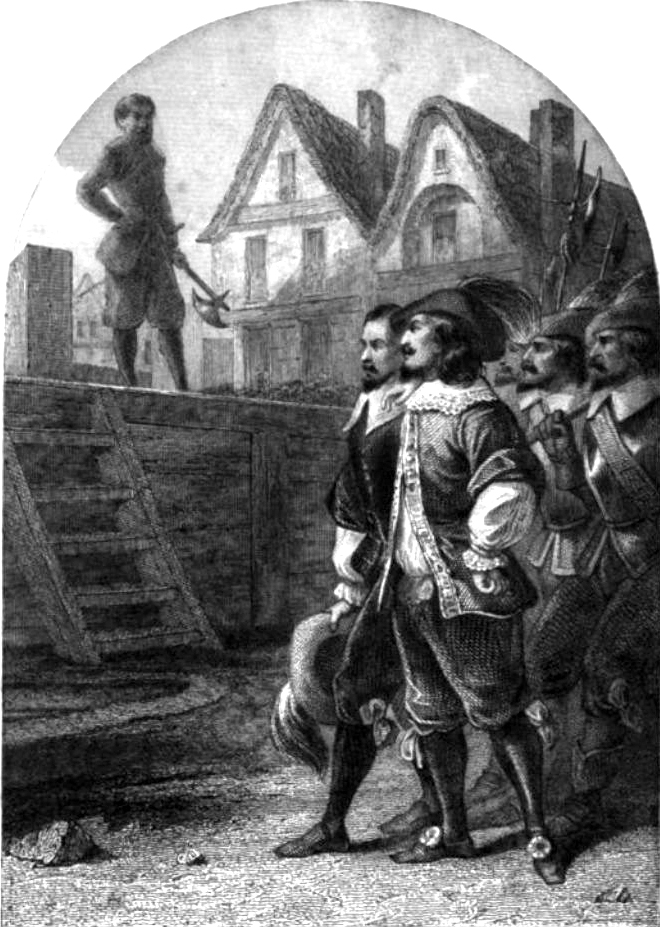
12 septembre : exécution de Cinq-Mars et de Thou. Gravure publié en 1845.

- 12 septembre : exécution du marquis de Cinq-Mars et de son complice François-Auguste de Thou à Lyon sur l’ordre de Richelieu[2].

- 15 septembre : la principauté de Sedan et Raucourt est intégrée dans le royaume après la participation de Bouillon au complot de Cinq-Mars. Abraham Fabert en devient le gouverneur et prend ses fonctions le 29 septembre[8].
- Septembre : ouverture du canal de Briare qui permet de relier la Loire et la Seine[9].

- 30 octobre : le cardinal de Richelieu reçoit à Rueil la visite d’Anne d’Autriche[2].

- 1er décembre : déclaration royale excluant Gaston d’Orléans de la régence (enregistré au Parlement le 5 décembre)[2].
- 4 décembre : mort de Richelieu. À cette nouvelle, des feux de joie sont allumés dans les provinces[2].
- 5 décembre : le cardinal de Mazarin dirige le conseil du roi[2]. Quelques personnages disgraciés par le cardinal Richelieu refont surface.